# Тимченко, Григорий Иванович
Тимченко Григорий Иванович (около 1760—после 1804) — офицер Российского императорского флота, участник русско-турецкой войны (1787—1791) годов, осады крепости Очаков, сражений в ходе средиземноморского похода Ушакова (1798—1800 годов), осаде Корфу. Георгиевский кавалер, капитан-командор.

## Биография
Тимченко Григорий Иванович родился около 1755 года. 20 декабря 1774 года поступил кадетом в Морской шляхетный кадетский корпус. 10 апреля 1780 года произведён в гардемарины. В 1780 и 1781 годах на линейноv корабле «Америка», в составе эскадры контр-адмирала И. А. Борисова, плавал от Кронштадта до Ливорно и обратно. 1 мая 1782 года произведён в мичманы. По тому же маршруту плавал в 1782—1784 годах на линейном корабле «Давид Солунский», в составе эскадры вице-адмирала В. Я. Чичагова.
В 1785 году, командуя пинком «Кола», плавал между Кронштадтом и Березовыми островами. 23 апреля 1786 года произведён в лейтенанты. Был командирован в Киев, «на суда назначенный для плавания Ея Императорская Величества по р. Днепру». В 1787 году, во время плавания Екатерины II по реке Днепр, командовал судном «Кубань», перешёл от Киева к Херсону, где принял в командование вооружённый баркас № 5, на котором плавал к Очакову.
17 июня 1788 года произведён в капитан-лейтенанты. Командуя галерой № 3 принимал участие в операции по осаде крепости Очаков в Днепро-Бугском лимане в ходе русско-турецкой войны 1787—1791 годов, участвовал в сражениях с турецкою флотилией. 22 июля 1788 года был награждён «за отличные подвиги, оказанные в поражении турецких морских сил в 1788 году на лимане при Очакове» орденом Святого Георгия 4 класса № 530 (252), а 19 октября того же года ему была пожалована золотая шпага с надписью «За храбрость».
В сентябре 1789 года, командуя дубель-шлюпкой № 6, плавал с флотом в Чёрном море и участвовал в штурме крепости Гаджибей. В 1790 и 1791 годах находился при проводке из Кременчуга к Херсону, через днепровские пороги, тринадцати мореходных судов. Затем, командуя вооруженными батареями № 6, 4 и 5, плавал от Херсона до Очакова. В 1792 году был командирован в Галац, где командуя мореходным катером, плавал на Дунае и потом в Чёрном море, после чего был послан курьером в Санкт-Петербург. В 1793 году командовал катером «Никифор», плавал между Николаевом и Очаковом. В следующем году командовал бригантиной «Фома» в Чёрном море, потом был командирован в Орловское наместничество для привода рекрутов в Николаев. В 1796 и 1797 годах плавал в Чёрном море.
23 сентября 1797 года произведён в капитаны 2 ранга. Участвовал в средиземноморском походе Ушакова (1798—1800 годов) в рамках войны России в составе 2-й коалиции против Франции на средиземноморском театре военных действий. В 1798—1800 годах командовал 66-пушечным линейным кораблём «Мария Магдалина первая». В составе эскадры вице-адмирала Ф. Ф. Ушакова перешёл из Севастополя в Архипелаг, участвовал в боях при овладении островами Цериго, Занте, Кефалония и Санта-Мавра, а также во взятии крепости Корфу 18 февраля 1799 года, после чего плавал к берегам Италии в Неаполь, оттуда в мае 1800 года возвратился к Корфу и после прекращением военных действий, перешёл в Севастополь.
28 ноября 1799 года произведён в капитаны 1 ранга. В 1801—1802 годах командовал 74-пушечным линейным кораблём «Захарий и Елизавета» в Чёрном море. 14 декабря 1804 года уволен от службы с чином капитан-командора.